# Daniel Gislonis Smalzius
Daniel Gislonis Smalzius, född 24 februari 1611 i Linköping, död 1673 i Vena socken, var en svensk präst. 
Han prästvigdes den 26 augusti 1641 i Linköping och var kyrkoherde i Vena församling från den 7 december 1657. I sitt andra äktenskap var han gift med Christina Jönsdotter Bock, som var dotter till kyrkoherden och riksdagsmannen Johannes Benedicti Hircinius Bock.